# مبنى بلدية لندن
قاعة المدينة (بالإنجليزية: City Hall)‏هو مقر عمدة لندن الحالي. تقع البناية على المصرف الجنوبي لنهر التايمز قرب جسر البرج . تم إنشاء المبنى ليكون علامة مميزة لمدينة لندن، يتكون المبنى من 10 طوابق بارتفاع 45 متر يقع قرب نهر التايمز في لندن وبالقرب من محطة مترو الأنفاق وكذلك السكة الحديد الوطنية وحيث يسهل الوصول إليه تم تصميم المبنى لتحقيق بناء منخفض الطاقة.

## اقرأ أيضاً
عين لندن